# Paradisets barn
Paradisets barn (franska: Les Enfants du paradis) är en fransk dramafilm från 1945 i regi av Marcel Carné, med manus av Jacques Prévert. Filmen nominerades till en Oscar för bästa originalmanus vid Oscarsgalan 1947. 

## Handling

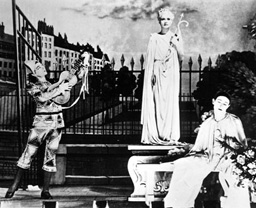
Pantomimscen från filmens boulevardteater. Pierrot till höger och hans kärleksrival Harlekin till vänster i färd med att betyga en kvinnoskulptur (Colombina/Garance) sin åtrå.

Synopsis bygger delvis på kända fakta, bland annat kring den berömde mimaren Jean-Gaspard Deburau och hans Théâtre des Funambules på Boulevard du Temple (Tempelboulevarden) – eller Brottets boulevard som den kallades i folkmun – i Paris. 
Filmen är en storslagen fresk om teaterlivet i Frankrike på 1830-talet och om den omöjliga kärleken mellan just mimaren, kallad Baptiste, spelad av Jean-Louis Barrault, och den koketta aktrisen Garance, spelad av Arletty. Handlingen tillspetsas av ytterligare en beryktad karaktär från denna tid, mördaren och poeten Pierre François Lacenaire, gestaltad av Marcel Herrand, vilken även han har en relation till Garance i filmen, liksom två andra män för övrigt.

## Om filmen
Paradisets barn har visats i SVT, bland annat 1978, 1986 och 2002.

## Rollista
| Arletty             | – Claire "Garance" Reine    |
| Jean-Louis Barrault | – Baptiste Deburau          |
| Pierre Brasseur     | – Frédérick Lemaître        |
| Marcel Herrand      | – Pierre François Lacenaire |
| Pierre Renoir       | – Jéricho                   |
| María Casarès       | – Nathalie                  |
| Louis Salou         | – Comte Édouard de Montray  |
| Gaston Modot        | – Fil de Soie               |
| Fabien Loris        | – Avril                     |
| Marcel Pérès        | – Regissör vid Funambules   |
| Pierre Palau        | – Inspicient vid Funambules |
| Étienne Decroux     | – Anselme Debureau          |
| Jeanne Marken       | – Madame Hermine            |
| Marcelle Monthil    | – Marie                     |
| Louis Florencie     | – Polis                     |
| Raymond Rognoni     | – Regissör, 'Grand Theatre' |
| Jacques Castelot    | – George                    |
| Paul Frankeur       | – Polisinspektör            |
| Albert Rémy         | – Scarpia Barrigni          |
| Robert Dhéry        | – Celestin                  |
| Auguste Boverio     | – Försteförfattare          |
| Paul Demange        | – Andreförfattare           |

## Andra adaptioner
På Dramatens lilla scen gjorde Ellen Lamm  berättelsen till en pjäs år 2012.

## Fotnoter
1. ↑  Marcus Riding, 28 mars 2012 tidningenkulturen.se